# Chlorure de tert-butyldiméthylsilyle
Le chlorure de tert-butyldiméthylsilyle est un composé organosilicié de formule (Me3C)Me2SiCl (Me = CH3). C'est un silane substitué par deux groupes méthyle, un groupe tert-butyle, et un chlorure réactif. Il se présente sous la forme d'un solide incolore à blanc soluble dans de nombreux solvants organiques mais qui réagit avec l'eau et les alcools. 
Ce composé est principalement utilisé pour introduire le groupe protecteur tert-butyldiméthylsilyle (TBDMS ou TBS) sur les fonctions alcool en synthèse organique ; on peut par exemple voir ce type d'utilisation dans la  synthèse totale du taxol de Nicolaou (en).
Pour cela, on fait réagir le chlorure de tert-butyldiméthylsilyle avec les alcools en présence d'une base, pour donner un éther de tert-butyldimethylsilyle :
(Me3C)Me2SiCl  +  ROH  →   (Me3C)Me2SiOR  +  HCl
Ce type d'éther de silyle s'hydrolyse bien plus lentement que les éthers de triméthylsilyle. Une fois la réaction effectuée, le groupe protecteur peut être retiré par hydrolyse en présence d'un acide fort ou fluoré.

## Réactifs apparentés
Le dérivé triflate (Me3C)Me2SiOTf du TBDMS et utilisé de façon similaire mais est beaucoup plus difficile à manipuler.